# 吉備真備

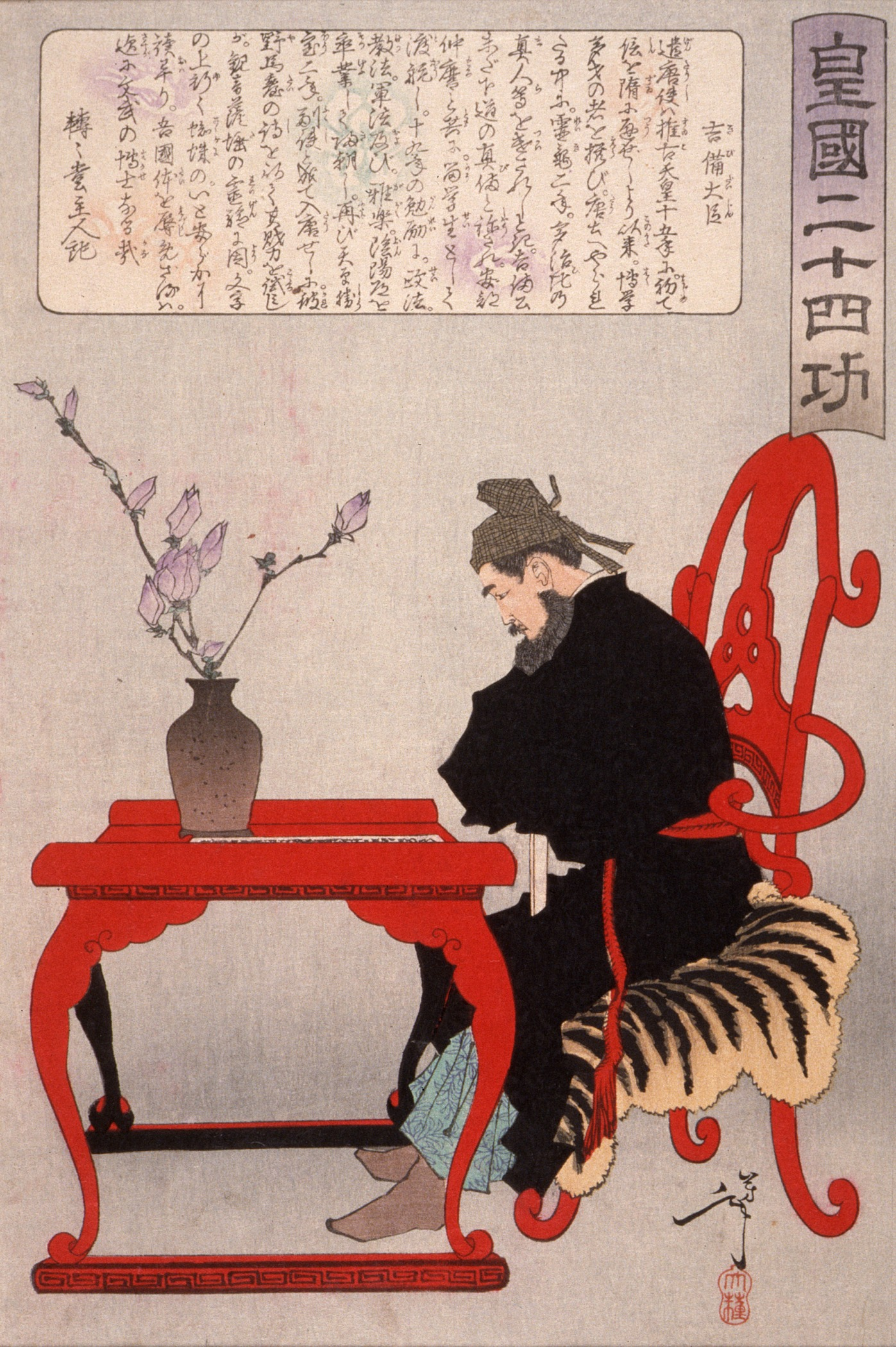
『皇国二十四功 吉備大臣』月岡芳年作

吉備 真備（きび の まきび）は、奈良時代の公卿・学者。氏姓は下道（しもつみち）朝臣のち吉備朝臣。右衛士少尉・下道圀勝の子。官位は正二位・右大臣。勲位は勲二等。

## 出自
下道氏（下道朝臣）は下道国造氏で、孝霊天皇の皇子である稚武彦命の子孫とされる皇別氏族。下道国とは備中国下道郡付近の、下道・川上・浅口などの諸郡と想定される。姓は臣であったが、天武天皇13年（684年）八色の姓の制定を通じて朝臣に改姓した。

## 経歴

### 遣唐留学生として入唐
持統天皇9年（695年）備中国下道郡也多郷（八田村）土師谷天原（現在の岡山県倉敷市真備町箭田）に生まれる。
元正朝の霊亀2年（716年）第9次遣唐使の留学生となり、翌養老元年（717年）に阿倍仲麻呂・玄昉らと共に入唐する。唐にて学ぶこと18年に及び、この間に経書と史書のほか、天文学・音楽・兵学などの諸学問を幅広く学んだ。ただし、真備の入唐当時の年齢と唐の学令（原則は14歳から19歳までとされていた）との兼ね合いから、太学や四門学などの正規の学校への入学が許されなかった可能性が高く、若い仲麻呂や僧侶である玄昉と異なって苦学を余儀なくされたと思われる。唐では知識人として名を馳せ、遣唐留学生の中で唐で名を上げたのは真備と阿倍仲麻呂のただ二人のみと言われるほどであった。

### 聖武朝での異例の昇進
聖武朝の天平6年（734年）10月に第10次遣唐使の帰国に伴って玄昉と同船で帰途に就き、途中で種子島に漂着するが、翌天平7年（735年）4月に多くの典籍を携えて帰朝した。帰朝時には、経書（『唐礼』130巻）、天文暦書（『大衍暦経』1巻・『大衍暦立成』12巻）、日時計（測影鉄尺）、楽器（銅律管・鉄如方響・写律管声12条）、音楽書（『楽書要録』10巻）、弓（絃纏漆角弓・馬上飲水漆角弓・露面漆四節角弓各1張）、矢（射甲箭20隻・平射箭10隻）などを献上し、ほかにも史書『東観漢記』ももたらしたという。帰朝時に従八位下という卑位にもかかわらず名と招来した物品の詳細が正史に記されていることから、真備がもたらした物がいかに重要であったかが推察される。真備は渡唐の功労により従八位下から一挙に十階昇進して正六位下に叙せられるともに、大学助に任官した。この抜擢人事から、真備の唐留学の実績を高く評価して重用しようとする朝廷の強く積極的な態度が窺われる。
天平8年（736年）外従五位下に叙せられると、天平9年（737年）正月に内位の従五位下、同年12月には玄昉の看病により回復した皇太夫人・藤原宮子が聖武天皇と36年ぶりに対面したことを祝して中宮職の官人に叙位が行われ、中宮亮の真備は従五位上に叙せられるなど、急速に昇進する。さらに、天平10年（738年）橘諸兄が右大臣に任ぜられて政権を握ると、真備と同時に帰国した玄昉と共に重用され、真備は右衛士督を兼ねた。天平12年（740年）には真備と玄昉を除かんとして藤原広嗣が大宰府で反乱を起こして敗死している（藤原広嗣の乱）。
天平13年（741年）東宮学士に任ぜられると、天平15年（743年）には従四位下・春宮大夫兼春宮学士に叙任されて、皇太子・阿倍内親王の指導・教育にあたり、『漢書』『礼記』なども教授したという。また、天平18年（746年）下道朝臣姓から吉備朝臣姓に改姓している。これにより、真備の一族が下道氏が勢力基盤を置いていた備中国下道郡だけでなく、吉備地方（備前国・備中国・備後国）全域を代表する大豪族と認められたとする見方がある。しかし、藤原仲麻呂が台頭すると、天平19年（747年）春宮大夫（後任は仲麻呂派の石川年足）・東宮学士を止められて右京大夫に転じた。なお、玄昉は天平17年（745年）筑紫観世音寺の別当に左遷され、翌年に同地で没している。天平20年（748年）真備は釈奠の儀式服制の改定を行った。

### 藤原仲麻呂政権下での左遷と再度の入唐
天平勝宝元年（749年）阿倍内親王の即位（孝謙天皇）に伴って従四位上に叙せられる。しかし、孝謙朝では大納言兼紫微令に就任した藤原仲麻呂が権勢を強め、左大臣・橘諸兄を圧倒する。この状況の中で、真備も天平勝宝2年（750年）に格下の地方官である筑前守次いで肥前守に左遷された。筑前国はかつて藤原広嗣が反乱の際に最初に軍営を造った場所で、肥前国は広嗣が捕らえられ誅殺された国であったことから、真備のこれら国守への任官は広嗣の乱の残党による再度の反乱を防止するために行われたとする見方がある。また、玄昉も九州に左遷させられていることから、広嗣の怨霊を鎮めるために八幡神の神託にかこつけて彼らを九州に送ったとする説も出されている（玄昉はそのまま九州で客死し、史書には「広嗣の霊に害された」と書かれることになる）。
一方、同年には第12次遣唐使が派遣されることになり、大使に藤原清河、副使に大伴古麻呂が任命される。ところが、翌天平勝宝3年（751年）になると真備が追加の副使に任ぜられるが、副使が2名となるだけでなく、大使・藤原清河（従四位下）より副使・吉備真備（従四位上）の方が位階が上という異例の人事であった。結局、天平勝宝4年（752年）出航直前に藤原清河を正四位下（二階）、大伴古麻呂を従四位上（四階）と大幅に昇進させて、体裁が整えられている。同年真備らは再び危険な航海を経て入唐する。唐では高官に昇っていた阿倍仲麻呂の尽力もあり、仲麻呂を案内者として宮殿の府庫の一切の見学が許されたほか、帰国に当たっては鴻臚卿・蒋挑捥が揚州まで同行するなど、破格の厚遇を得られたという。翌天平勝宝5年（753年）6月頃に遣唐使節一行は帰国の途に就き、11月に蘇州から日本へ向けて出航、真備は第三船に乗船すると、鑑真と同じく屋久島へ漂着し、さらに紀伊国牟漏埼（現在の和歌山県東牟婁郡太地町）を経由して、何とか無事に帰朝した。なお、この帰途では大使・藤原清河や阿倍仲麻呂らの船は帰国に失敗し、唐に戻されている。
帰朝しても真備は中央政界での活躍は許されず、天平勝宝6年（754年）正四位下・大宰大弐に叙任されてまたもや九州地方に下向する。この頃、日本と対等の立場を求める新羅との緊張関係が増していたことから、近い将来の新羅との交戦の可能性も予見し、その防備のために真備を大宰府に赴任させたとの見方がある。10年近くに亘る大宰府赴任中、大宰帥は石川年足・藤原真楯・阿倍沙弥麻呂・船王・藤原真先の5人だったが、船王以外はいずれも参議兼官であったことから、真備が大宰府の実質的な責任者であったとみられる。
まず、天平勝宝8歳（756年）新羅に対する防衛のため筑前国に怡土城を築き、天平宝字2年（758年）唐の安史の乱に備えるよう勅を受けている。天平宝字3年（759年）以下の通り不安点四ヶ条を大宰府より言上する。この進言は、内容を鑑みて軍事に精通し怡土城を築いた真備によって原案が作成されたと考えられる。
1. 警固式では、博多大津・壱岐・対馬など要害の地には100隻以上の船を不測の事態に備えることを定めているが、現在使用できる船がなく、万一の事態が発生しても間に合わない。
2. 大宰府は三方を海に面しており諸蕃国と向き合っている。一方で東国からの防人の派遣を廃止して以降、国境の守護は日毎に荒廃している。万一の事変が発生しても、我が国の威力を示すことができない。
3. 管内の防人は専ら築城を止め、武芸の修練に努め戦場での陣立てを習うことになっている。しかし、大宰大弐・吉備真備は築城のために防人に対して50日間武芸を教習し、10日間築城のための労役を課すことを論じており、大宰府の中で意見が割れている。
4. 天平4年（732年）に勅があり、西海道諸国の兵士は調庸を全て免除し、同じく白丁は調を免除して庸のみ輸納させることとした。当時はこれにより民は休まり兵は強まった。現在は管内の百姓は窮乏の極みにある者が多く、再び租税や労役の減免がなければ自立することができない。

これに対して、淳仁天皇より以下の勅があった。
1. 公用の食糧を支給し、雑徭によって造船を行う。
2. 東国からの防人派遣は衆議により許されない。
3. 管内の防人に10日の労役を課すことは、真備の建言を認める。
4. 租税や労役の減免については、行政が理に適って行われれば人民は自然に富強になるはずで、官人はその職務をよく務め、朝廷の委任に沿うようにせよ。

天平宝字3年（759年）6月に新羅を討つために大宰府にて行軍式（軍事行動に関する規定）が作成されると、8月に新羅征討を行う方針が決まり、同年9月には船500艘を造ることが決まるなど遠征の準備が進められるが、これに関して、以下の活動記録がある。なお、この遠征は後の孝謙上皇と仲麻呂との不和により実行されずに終わっている。
- 天平宝字4年（760年）平城京から派遣された授刀舎人・春日部三関と中衛舎人・土師関成らに対して、諸葛亮の「八陳」と孫子の「九地」、および軍営の作り方を教授した[29]。
- 天平宝字5年（761年）新羅征討の軍備を整えるために節度使が設置されると、西海道節度使に任ぜられる（副使は多治比土作と佐伯美濃麻呂）。

大宰府赴任中の真備は対新羅の拠点となる築城を行い、四ヶ条の言上により新羅征討計画に対して重要な示唆を与え、行軍式を作成するなど、唐で学んだ兵学を実践して仲麻呂政権を通じて計画された新羅征討策の一翼を担った。

### 藤原仲麻呂の乱を通じた復権と右大臣就任
天平宝字8年（764年）正月に70歳となった真備は、致仕の上表文を大宰府に提出する。しかし、上表文が天皇に奏上される前に造東大寺長官に任ぜられ帰京する。また同年にはかつて真備が唐から持ち帰った大衍暦について、30年近くの長きに亘っての準備の末、儀鳳暦に替えて適用が開始されている。
同年9月に藤原仲麻呂の乱が発生すると、緊急で従三位・参議に叙任されて孝謙上皇側に参画する。真備は中衛大将として追討軍を指揮し、兵を分けて仲麻呂の退路を断つなど優れた軍略により乱鎮圧に功を挙げる。天平神護元年（765年）には乱の功労により勲二等を授けられた。天平神護2年（766年）称徳天皇と法王・弓削道鏡の下で正月に中納言へ、同年3月に藤原真楯薨去に伴い大納言へ、さらに同年10月には従二位・右大臣へ昇進して、左大臣・藤原永手と並んで太政官を領導した。これは地方豪族出身者としては破格の出世であり、学者から立身して大臣にまで至ったのも、近世以前では吉備真備と菅原道真の二人のみである。またこの頃には、大和長岡とともに養老律令の修正・追加を目的とした刪定律令24条を編纂し、神護景雲3年（769年）制定させている。
神護景雲4年（770年）称徳天皇が崩じた際には、娘（または妹）の吉備由利を通じて天皇の意思を得る立場にあり、永手らと白壁王（後の光仁天皇）の立太子を実現した。『水鏡』など後世の史書や物語では、後継の天皇候補として文室浄三次いで文室大市を推したが敗れ、「長生の弊、却りて此の恥に合ふ」と嘆息したという。ただし、この皇嗣をめぐる話は『続日本紀』には認められず、この際の藤原百川の暗躍を含めて後世の誤伝あるいは作り話とする説が強い。一方で、宇佐八幡宮神託事件を巡る群臣への不信から文室浄三・文室大市擁立の遺詔が吉備由利を通じて真備に示されたものの、群臣がこれを拒んだとする説もある。

### 引退
光仁天皇の即位後、真備は老齢を理由に辞職を願い出るが、光仁天皇は兼職の中衛大将のみの辞任を許し、右大臣の官職は慰留した。宝亀2年（771年）に再び辞職を願い出て許された。それ以後の生活については何も伝わっておらず、宝亀6年（775年）10月2日薨御。享年81。最終官位は前右大臣正二位。
奈良市内にある奈良教育大学の構内には真備の墓と伝えられる吉備塚（吉備塚古墳）がある。

## 人物
- 公務の傍ら、孔子を始めとする儒教の聖人を祭る朝廷儀礼である釈奠の整備にも当たった。著書に『私教類聚』『道弱和上纂』『刪定律令』などがある。在唐中に書を張旭に学び、帰朝後に晋唐の書を弘めた。
- 古筆の『虫喰切』『南部の焼切』が真備の筆とされる[35]一方、それを否定する意見もある[36]。
- 2019年12月、中華人民共和国広東省の深圳望野博物館が所有する墓誌の末尾に「日本国朝臣備書」と刻まれていることが判明した。墓誌は2013年に河南省洛陽で発見されたもの。文面によると、外国使節への応接、対応を司る官庁・鴻臚寺で接待を担当していた中級官僚の李訓の墓誌。開元22年（734年）6月20日に死去、25日に埋葬された。長さ35cm、幅36cm、厚さ8.9cmの石製。楷書で19行、328字が刻まれている。唐代の書家・褚遂良の影響が見て取れ、真備の真筆の可能性が高いと、氣賀澤保規は分析した。717年-734年の遣唐使としての留学中に書いたと見られている[36][37]。

## 伝説

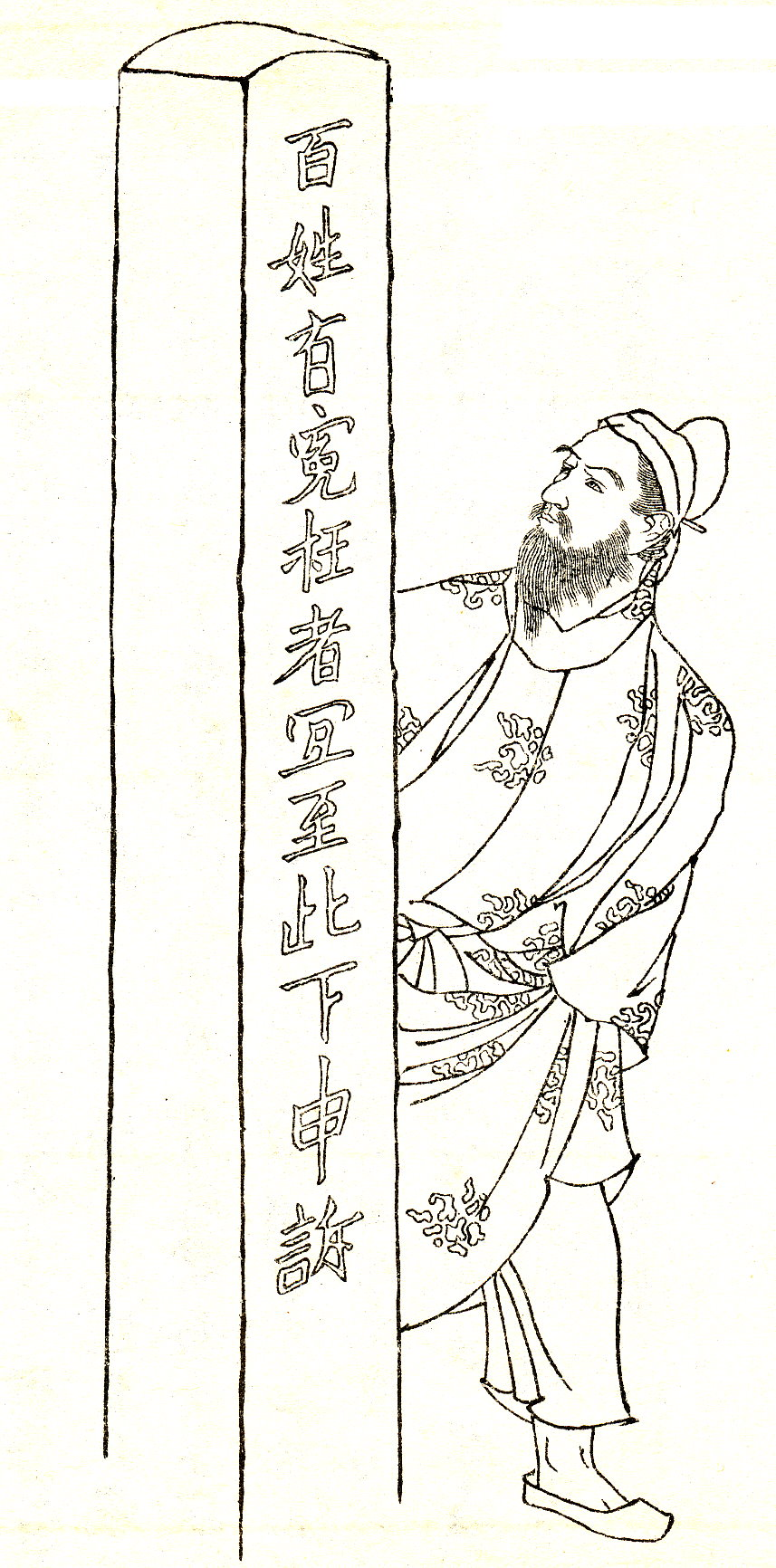
吉備真備、『前賢故実（江戸時代後期から明治時代）』より

『江談抄』や『吉備大臣入唐絵巻』などによれば、殺害を企てた唐人によって、真備は鬼が棲むという楼に幽閉されたが、その鬼というのが真備と共に遣唐使として入唐した阿倍仲麻呂の霊（生霊）であったため、難なく救われた。また、難解な『野馬台詩』の解読や、囲碁の勝負などを課せられたが、これも阿倍仲麻呂の霊の援助により解決した。唐人は挙句の果てには食事を断って真備を殺そうとするが、真備が双六の道具によって日月を封じたため、驚いた唐人は真備を釈放した。
真備が長期間に渡って唐に留まることになったのは、玄宗がその才を惜しんで帰国させなかったためともいわれる。真備は袁晋卿（後の浄村宿禰）という音韻学に長けた少年を連れて帰朝したが、藤原長親によれば、この浄村宿禰は呉音だった漢字の読み方を漢音に改めようと努め、片仮名を作ったとされる。帰路では当時の日本で神獣とされていた九尾の狐も同船していたという伝説もある。
中世の兵法書などでは、張良が持っていたという『六韜三略』の兵法をもたらしたとして、真備を日本の兵法の祖としているものがある。囲碁についても日本に初めて持ち帰ったとされる伝承があるが、魏志倭人伝に囲碁と双六がもたらされたことが記載されており、事実ではない。
また、真備は陰陽道の聖典『金烏玉兎集』を唐から持ち帰り、常陸国筑波山麓で阿倍仲麻呂の子孫に伝えようとしたという。金烏は日（太陽）、玉兎は月のことで「陰陽」を表す。安倍晴明は仲麻呂の一族の子孫とされるが、『金烏玉兎集』は晴明が用いた陰陽道の秘伝書として、鎌倉時代末期か室町時代初期に作られた書とみられている。伝説によると、中国の伯道上人という仙人が、文殊菩薩に弟子入りして悟りを開いた。この時に文殊菩薩から授けられたという秘伝書『文殊結集仏暦経』を中国に持ち帰ったが、その書が『金烏玉兎集』であるという。その他、『今昔物語集』では玄昉を殺害した藤原広嗣の霊を真備が陰陽道の術で鎮めたとし、『刃辛抄』では陰陽書『刃辛内伝』をもたらしたとして、真備を日本の陰陽道の祖としている。
『宇治拾遺物語』では、他人の夢を盗んで自分のものとし、そのために右大臣まで登ったという説話もある。
上御霊神社及び下御霊神社に、吉備大臣又は吉備聖霊として祀られている。この二社は、早良親王他いずれも政争に巻き込まれて憤死した人々を祀るものであるが、吉備真備にはその事実がないため、祀られた諸神の和魂と解釈されている。

## 官歴
注記のないものは『続日本紀』による。
- 霊亀2年（716年） 8月20日?：遣唐使留学生
- 天平7年（735年） 4月26日：見従八位下。日付不詳：正六位下、大学助[38]
- 天平8年（736年） 正月21日：外従五位下（越階）
- 時期不詳：中宮亮（皇太夫人・藤原宮子）
- 天平9年（737年） 2月14日：従五位下（内位）。12月27日：従五位上（皇太夫人藤原氏与天皇相見）
- 天平10年（738年） 7月7日：見右衛士督
- 天平12年（740年） 11月21日：正五位下
- 天平13年（741年） 7月3日：東宮学士（東宮・阿倍内親王）
- 天平15年（743年） 5月5日：従四位下（越階、学士労）。6月30日：春宮大夫、皇太子学士如故
- 天平18年（746年） 10月19日：下道朝臣から吉備朝臣に改姓
- 天平19年（747年） 3月：辞春宮大夫東宮学士[要出典]。11月4日：右京大夫
- 天平勝宝元年（749年） 7月2日：従四位上（孝謙天皇即位）
- 天平勝宝2年（750年） 正月10日：筑前守。月日不詳：肥前守[38]
- 天平勝宝3年（751年） 11月7日：遣唐副使
- 天平勝宝6年（754年） 4月5日：大宰大弐。4月7日：正四位下
- 天平宝字5年（761年） 11月17日：西海道節度使
- 天平宝字8年（764年） 正月21日：造東大寺長官。9月11日：従三位 、参議兼中衛大将[38]
- 天平神護元年（765年） 正月7日：勲二等。日付不詳：正三位。9月24日：御装束司長官（紀伊国行幸）
- 天平神護2年（766年） 正月8日：中納言。3月12日：大納言。10月20日：従二位、右大臣、中衛大将如元[38]、兼備中国下道郡大領[要出典]
- 神護景雲3年（769年） 2月24日：正二位[38]
- 神護景雲4年（770年） 9月7日：乞骸骨。10月8日：止中衛大将
- 宝亀2年（771年） 3月：致仕[38]
- 宝亀6年（775年） 10月2日：薨御（前右大臣正二位勲二等）

## 系譜
- 父：下道圀勝[39][7]
- 母：楊貴氏[1]
- 生母不明の子女
  - 女子：吉備由利[2]
  - 男子：吉備泉（743-814）[40]

## 関連作品
歌舞伎
- 新歌舞伎十八番之内『吉備大臣支那譚（吉備大臣）』- 二代目河竹新七（默阿彌）作、1875年5月初演、演：九代目市川團十郎

小説
- 『天平の甍』- 井上靖 作、1980年映画化（演：梅野泰靖）
- 『恋する女帝』- 周防柳 作、2024年

漫画
- 『火の鳥 鳳凰編』- 手塚治虫 作、1969–70年、1986年アニメ映画化

映画
- 『大佛開眼』- 衣笠貞之助監督、大映、1952年、演：近衛敏明

テレビドラマ
- 古代史ドラマスペシャル『大仏開眼』- 池端俊策 作、NHK大阪放送局、2010年4月、演：吉岡秀隆